# El otro hermano
El otro hermano, también conocida como Bajo este sol tremendo, es una película argentina-uruguaya de crimen y drama de 2017 coescrita y dirigida por Israel Adrián Caetano. Está basada en la novela de Carlos Busqued Bajo este sol tremendo, la cual fue un éxito de crítica. Fue estrenada el 30 de marzo de 2017.

## Sinopsis
Javier Cetarti, un empleado público que acaba de ser despedido, viaja desde Buenos Aires a Lapachito, una pequeña y solitaria localidad en la provincia del Chaco. Allí debe hacerse cargo de los cadáveres de su madre y su hermano (brutalmente asesinados por el padrastro de Cetarti antes de suicidarse), y con quienes Cetarti no tenía ningún lazo afectivo desde que se fuera a vivir a Buenos Aires. Lo único que moviliza a Cetarti a emprender el viaje es la posibilidad de cobrar un modesto seguro de vida para poder luego viajar e instalarse en Brasil. En Lapachito Cetarti conoce a Duarte, una suerte de capo del pueblo, además de amigo y albacea del asesino de su familia, con quien establece una extraña sociedad para gestionar y cobrar ese dinero.
Al poco tiempo se revela que Duarte no solo es un estafador, siendo también un secuestrador y asesino que exige rescates a los familiares de las personas que ha secuestrado con la ayuda de Danielito, el hermanastro previamente desconocido de Cetarti, hijo de una relación oculta que el padre de Cetarti había tenido con Marta, una mujer de origen español.
Lentamente, una serie de eventos lleva a un inesperado entrelazamiento de la relación entre Duarte, Danielito y Cetarti, lo que lleva a los tres a un callejón sin salida y un desenlace violento en el medio del calor chaqueño.

## Reparto
- Leonardo Sbaraglia como Duarte
- Daniel Hendler como Javier Cetarti
- Ángela Molina como Marta
- Alián Devetac como Danielito
- Pablo Cedrón como Enzo
- Alejandra Flechner como Eva

## Recepción

### Crítica
La película fue aclamada por la prensa especializada. En el sitio Todas Las Críticas, la cinta tiene una calificación de 80/100 basado en la recopilación de 35 críticas. Emiliano Basile, del sitio Escribiendo Cine, calificó a la cinta con 10/10 diciendo que "el resultado es tan potente como devastador", concluyendo que se trata de "la mejor película de Caetano en años." A su vez, Martín Chiavarino, del sitio A Sala Llena, resalta las actuaciones diciendo que "(...) todo el elenco se luce interpretando a unos personajes tan sombríos como impasibles". Además, alabó la banda sonora a la que calificó como "tan desoladora como atemorizante". La calificación de este medio es de 8/10.

### Comercial
La cinta tuvo un éxito moderado pero acorde a otras cintas estrenadas por Caetano en otras ocasiones. La vieron 36 970 espectadores en su recorrido comercial de limitado lanzamiento (60 salas). En Uruguay, país coproductor, fue la cinta uruguaya más vista en 2017, con 4 980 espectadores.

## Premios y nominaciones

### Participación en festivales de cine
| Festival           | Fecha de evento                    | Categoría       | Premio   | Ref   |
| ------------------ | ---------------------------------- | --------------- | -------- | ----- |
| Festival de Málaga | 17 de marzo al 26 de marzo de 2017 | Sección oficial | Nominado | [ 7 ] |
| Festival de Málaga | 17 de marzo al 26 de marzo de 2017 | Mejor actor     | Ganador  | [ 7 ] |
| Festival de Lima   | 4 al 12 de agosto de 2017          | Sección oficial | Nominado | [ 8 ] |

### Premios Sur
Dichos premios fueron entregados por la Academia de las Artes y Ciencias Cinematográficas de la Argentina en marzo de 2018.
| Año  | Categoría              | Candidato                             | Resultado |
| ---- | ---------------------- | ------------------------------------- | --------- |
| 2017 | Mejor actor            | Leonardo Sbaraglia                    | Nominado  |
| 2017 | Mejor actor de reparto | Pablo Cedrón                          | Ganador   |
| 2017 | Mejor guion adaptado   | Israel Adrián Caetano Nora Mazzitelli | Nominados |
| 2017 | Mejor fotografía       | Julián Apezteguía                     | Nominado  |

### Premios Cóndor de Plata
Dichos premios serán entregados por la Asociación de Cronistas Cinematográficos de la Argentina en 2018.
| Año  | Categoría                          | Candidato                             | Resultado |
| ---- | ---------------------------------- | ------------------------------------- | --------- |
| 2018 | Mejor Película                     | El otro hermano                       | Nominado  |
| 2018 | Mejor Dirección                    | Israel Adrián Caetano                 | Nominado  |
| 2018 | Mejor Actor                        | Leonardo Sbaraglia                    | Ganador   |
| 2018 | Mejor Actor de Reparto             | Alián Devetac                         | Nominado  |
| 2018 | Mejor Actriz de Reparto            | Alejandra Flechner                    | Nominada  |
| 2018 | Mejor Montaje                      | Pablo Barbieri                        | Ganador   |
| 2018 | Mejor Guion Adaptado               | Israel Adrián Caetano Nora Mazzitelli | Nominados |
| 2018 | Mejor sonido                       | Catriel Vildosola                     | Nominado  |
| 2018 | Mejor Fotografía                   | Julián Apezteguía                     | Nominado  |
| 2018 | Mejor maquillaje y caracterización | Dolores Giménez                       | Nominada  |
| 2018 | Mejor banda de sonido              | Iván Wyszogrod                        | Nominado  |

## Estreno en streaming
La película de Caetano fue adquirida por Netflix para formar parte de su parrilla de programación. En su momento, se pudo ver de forma temporal en la plataforma digital CINE.AR Play, en donde se vendía a AR$30, precio simbólico para promover su accesibilidad.